# Tipula seminole
Tipula seminole är en tvåvingeart som beskrevs av Alexander 1915. Tipula seminole ingår i släktet Tipula och familjen storharkrankar. Inga underarter finns listade i Catalogue of Life.